# De drie stigmata van Palmer Eldritch
De drie stigmata van Palmer Eldritch (Engelse titel: The Three Stigmata of Palmer Eldritch) is een roman van de Amerikaanse schrijver Philip K. Dick . Het boek valt in de categorie sciencefiction en handelt onder meer over drugs.

## Synopsis
Hoofdpersonen in het boek zijn Barney Mayerson, Leo Bulero en Palmer Eldritch. De Aarde is een plaats waar het broeikaseffect volledig heeft toegeslagen. In de hitte overdag kan niet normaal geleefd worden en het ziet ernaar uit dat de temperatuur alleen nog maar zal oplopen. Afzonderlijke staten bestaan niet meer, de leidende regering is die van de Verenigde Naties, die tevens corrupt is. Mayerson is een hoge functionaris van de firma Perky Pat Layouts en moet samen met zijn assistente Roni Fugate inschatten of een nieuw aangeboden product het gaat maken. Mayerson heeft daarbij tevens een verhouding met haar, maar zij zit op zijn functie te azen. Leo Bulero is de baas van P.P.Layouts. Palmer Eldritch is een ondernemer die door de VN aan de kant is geschoven en verbannen, maar op het punt van terugkeer staat.
De mensheid heeft zich inmiddels wel verspreid over de planeten en ook manen van het zonnestelsel tot Pluto aan toe. Iedereen is verplicht enige tijd als sociale dienstplicht uitgezonden te worden naar de andere planeten met name Mars. Er is wel een ontsnapping, een negatief resultaat bij een psychologische test. Die test kan echter van tevoren ingestudeerd worden.
Op Aarde is ondertussen het grootste deel van de mensen verslaafd aan de drug Can-D. Ze is illegaal, maar volop verkrijgbaar. De VN verdient er ook aan. Can-D zit in het handelspakket van P.P. Layout. Er is echter een kaper op de kust. Er is een nieuwe drug aan een opmars bezig: Chew-Z, die een verdergaand effect heeft. Die wordt op de markt gebracht door een concurrent van P.P. Layouts. Mayerson wordt uiteindelijk de slachtoffer van het steekspel tussen de bedrijven/mensen achter zowel de oude als nieuwe drug. Deze drug Chew-Z zorgt ervoor dat iedereen die het gebruikt onder de invloed van Eldritch komt en ook overal Eldritch (in) ziet.
Philip K. Dick hanteerde een open eind, waarbij uiteindelijk niet duidelijk is wat er verder met de hoofdpersonen is gebeurd. Het kan zelfs zo zijn, dat de gehele bovenstaande geschiedenis een trip is.
Het boek deed het goed in de SF-landen Verenigde Staten en Duitsland. In Nederland was het enthousiasme minder. Het boek dat in 1964 verscheen en voor een Hugo Award genomineerd was, kwam pas in 1972 in een Nederlandse vertaling. In het buitenland is er in 2013 nog sprake van herdrukken, in Nederland bleef het bij deze ene vertaling. 